# Joust (jogo eletrônico)
Joust é um jogo de Video-game da Atari movido para Arcade, PC e Nintendo Entertainment System, desenvolvido por Williams Electronics.
Joust foi desenvolvido pela Williams Electronics, com John Newcomer como o designer-chefe, e também o programador Bill Pfutzenrueter e os artistas Jan Hendricks e Python Anghelo ajudando-o. Tim Murphy e John Kotlarik lidaram com o design de áudio. O jogo apresenta um som mono amplificado, e gráficos raster em um monitor colorido CRT de 19 polegadas.  Como outros jogos de arcade de Williams, Joust foi programado em linguagem assembly. Um pacote com três pilhas AA fornecem energia para salvar as configurações do jogo e pontuações altas quando a máquina está desconectada de uma tomada elétrica. A arte de gabinete, feita por Anghelo, está estampada em uma moldura de madeira. Anghelo também projetou materiais promocionais: um inseto como destaque, em Inglês arcaico, que também foi incorporado nas instruções do jogo na tela.